# مدينة باليرمو العاصمة
مدينة باليرمو العاصمة أو بَلِرمو ((بالإيطالية: Città metropolitana di Palermo)‏) هي مدينة حضرية في صقلية في إيطاليا. هي عاصمة باليرمو. أخذت مكان مقاطعة باليرمو وتتكون من مدينة باليرمو و82 بلدية (كومونا) أخرى.

## تاريخ
تكونت أولا عن طريق إعادة تنظيم سلطات محلية ثم أسسها القانون الإقليمي رقم 15 في أوغسطس 2015.

### بلديات
- أليا (صقلية)
- أليمينا
- أليمينوسا
- ألتافيلا ميليتشا
- ألتوفونتي
- باغيريا
- باليستراتي
- باوتشينا
- بلمونتي متسانيو
- بلوفي
- بيزاكينو
- بولونييتا
- بومبييترو
- بورغيتو
- كاكامو
- كالتافوتورو
- كامبوفيليتشي دي فيتاليا
- كامبوفيليتشي دي روتشيلا
- كامبوفيوريتو
- كامبوريالي
- كاباتشي
- كاريني
- كاستلبونو
- كاستلداتشا
- كاستلانا سيكولا
- كاسترونوفو دي سيشيليا
- تشفالا ديانا
- تشفالو
- تشردا
- كيوزا سكلافاني
- تشيمينا
- تشينيزي
- كوليزانو
- كونتيسا إنتيلينا
- كورليوني
- فيكاراتسي
- جانجي
- جيراتشي سيكولو
- جاردينيلو
- جوليانا
- غودرانو
- غراتيري
- إسنيلو
- إيسولا ديلي فيميني
- لاسكاري
- ليركارا فريدي
- مارينيو
- متسويوزو
- ميسيلميري
- مونريالي
- مونتيلبري
- مونتيمادجوري بلسيتو
- بالاتسو أدريانو
- باليرمو
- بارتينيكو
- بتراليا سوبرانا
- بتراليا سوتانا
- بيانا ديلي ألبانيزي
- بوليتسي جينيروسا
- بولينا (صقلية)
- بريتسي
- روكامينا
- روكابالومبا
- سان تشيبيريلو
- سان جوزيبي ياتو
- سان ماورو كاستلفيردي
- سانتا كريستينا جيلا
- سانتا فلافيا
- شارا
- سكلافاني بانيي
- ترميني إميرسي
- تيراسيني
- توريتا
- ترابيا
- ترابيتو
- أوستيكا
- فاليدولمو
- فنتيميليا دي سيشيليا
- فيكاري
- فيلاباتي
- فيلافراتي
- شلاتو